# Brevipalpus glomeratus
Brevipalpus glomeratus är en spindeldjursart som beskrevs av Pritchard och Baker 1958. Brevipalpus glomeratus ingår i släktet Brevipalpus och familjen Tenuipalpidae. Inga underarter finns listade.